# Who Killed Vincent Chin?
Pour plus de détails, voir Fiche technique et Distribution.
Who Killed Vincent Chin? est un film américain réalisé par Christine Choy et Renee Tajima-Pena, sorti en 1987.

## Synopsis
Le film s'intéresse au meurtre de l'ingénieur Vincent Chin et à comment son meurtrier à échapper à la justice.

## Fiche technique
- Titre : Who Killed Vincent Chin?
- Réalisation : Christine Choy et Renee Tajima-Pena
- Musique : Lucia Hwong
- Photographie : Kyle Kibbe
- Montage : Holly Fisher
- Production : Christine Choy, Renee Tajima-Pena et Nancy Tong
- Société de production : Film News Now Foundation
- Pays :  États-Unis
- Genre : Documentaire
- Durée : 82 minutes
- Dates de sortie : 
  - États-Unis : 11 mars 1987 (New Directors/New Films), 16 juillet 1989

## Distinctions
Le film a été nommé à l'Oscar du meilleur film documentaire.